# Ходанович, Игорь Алексеевич
И́горь Алексе́евич Ходано́вич (укр. Ігор Олексійович Ходанович; род. 7 апреля 1989, Кривой Рог, Днепропетровская область) — украинский футболист, вратарь.

## Биография
Родился 7 апреля 1989 года в городе Кривой Рог. Вскоре его семья переехала в Запорожье. С 7 до 12 лет вместе с семьёй жил в Каневе. После переехал в Киев, где и начал заниматься футболом. С 2002 года по 2003 год выступал в детско-юношеской футбольной лиге Украины за столичный «Локомотив-МСМ-ОМИКС», а затем за «Отрадный».
В августе 2004 года вызывался в юношескую сборную Украины до 15 лет на тренировочный сбор. Провёл 1 матч за юношескую сборную Украины до 17 лет, 29 июля 2005 года против Польши (0:2), Ходанович вышел в конце игры вместо Константина Махновского.
После окончания школы несколько месяцев находился в составе молодёжной команды киевского «Динамо». Вскоре был приглашён на просмотр в «Харьков». Зимой 2007 года перешёл в «Харьков», в начале выступал за молодёжную команду. 3 марта 2007 года дебютировал в молодёжном первенстве Украины в домашнем матче против харьковского «Металлиста» (2:4), Ходанович вышел в начале второго тайма вместо Андрея Оникиенко. Постепенно стал основным вратарём дублирующего состава, всего в молодёжном чемпионате сыграл 46 матчей.
Летом 2007 года главный тренер «Харькова» Владимир Бессонов взял Ходановича на сборы вместе с основным составом, зимой Бессонов взял его на сбор в Турцию. 29 октября 2008 года дебютировал в составе «Харькова» в матче 1/8 финала Кубка Украины против донецкого «Металлурга» (0:2), Ходанович пропустил два гола в игре от Фабиньо и Санни Кингсли.
16 ноября 2008 года дебютировал в чемпионате Украины в выездном матче против «Металлиста» (1:1), Ходанович вышел на 68 минуте вместо травмированного Мацея Налепы. 17 апреля 2009 года провёл свой второй матч в чемпионате и отыграл все 90 минут против симферопольской «Таврии» (0:3), Ходанович пропустил три гола от Александра Ковпака, Лаки Идахора и Желько Любеновича. По итогам сезона 2008/09 «Харьков» занял последнее 16-е место в чемпионате и вылетел в Первую лигу Украины.
В сезоне 2009/10 Ходанович стал основным вратарём «Харькова», сыграв 32 матча и пропустив 69 мячей в Первой лиге и 1 матч сыграл в Кубке Украины. В июле 2010 года «Харьков» был лишён профессионального статуса, а все игроки получили статус свободных агентов и покинули клуб.
Позже не играл около полутора лет из-за травмы позвоночника. В феврале 2012 года подписал полуторагодичный контракт с польской «Одрой» из Ополе, но за команду так и не сыграл. Учился в Опольском университете.